# مصطبة إس 3038
مصطبة إس 3038 أو مصطبة نيبتيكا في سقارة كان يُعتقد في البداية أن هذا القبر هو مقبرة الملك المصري عج إب من الأسرة المصرية الأولى، ولكن ربما يكون قد بدأ في عهد الملك دن من الأسرة الأولى وانتهى فقط في عهد عج إب. تمت الموافقة عليه في عام 1936، لكن الحرب العالمية الثانية أخرت نشره. في الواقع، كان فيرث قد عمل بالفعل في البنية الفوقية وغرفة الدفن في عام 1931، لكنه فشل في التعرف على الطابع الغريب لهذا الوقت. تعود مصطبة إس 3038 إلى نيبتيكا وزير الملك دن.

## مراحل البناء

### المرحلة الأولى
تم بناء القبر على ثلاث مراحل بناء. في الأول، كان قياسه 22.7 × 10.55 مترًا. شمال وجنوب الحفرة المركزية، ولكن على مستوى أعلى، كانت هناك مجلتان. تعلو الجزء الشمالي تسعة صناديق حبوب أنبوبيّة من الآجر مع أغطية فخارية ومخرج في قاعدتها. المنافذ كانت مغطاة بالحجر ومغطاة
انطباعات ختم نيبيتكا. من الشرق، يقود درج، بعد كتلة بورتكوليس، إلى حجرة الدفن. أدى درج آخر أقصر، جنوب الأول مباشرة، إلى مجلة فوق حجرة الدفن.
كان لهذا القبر أهمية كبيرة لأنه خالف السمات المعمارية السابقة. عرضت ثلاث مراحل إنشائية. في المرحلتين الأوليين من بنائه، تميزت المقبرة ببنية فوقية متدرجة كانت تعتبر نموذجًا أوليًا لهرم زوسر المدرج في سقارة. كان الجانب الشرقي لواجهة الهيكل العلوي عموديًا، بينما كانت هناك ثماني درجات على الجوانب الثلاثة الأخرى تبدو وكأنها هرم مقطوع. يبلغ ارتفاع الهيكل المتدرج 2.3 مترًا، ويواجه جصًا طينيًا ناعمًا.

### المرحلة الثانية
في المرحلة الثانية من البناء، تم رفع النصف الجنوبي من الشرفة العلوية وتمت إضافة شرفة واسعة من الطوب حول البنية الفوقية، والتي وصلت إلى حجم 12.55 × 35 مترًا (أو أكثر).

### المرحلة الثالثة
في المرحلة الأخيرة من البناء، تم تزويد المقبرة بواجهة قصر نموذجية، وتم ملء البنية الفوقية جزئيًا وتقسيمها إلى مجلات. في منتصف الواجهة الشمالية والجنوبية، سمح درج للوصول إلى البنية الفوقية. وهكذا يكشف هذا القبر عن أوجه تشابه قوية في التصميم والتناسب مع هرم زوسر المدرج، وقد تم إخفاء الخطوة بالتشييد النهائي.
تم اكتشاف عناصر مختلفة في هذا القبر، بما في ذلك طبعات الأختام، وواحد وثلاثون أوعية حجرية، وأدوات الصوان، وعدد قليل من الأواني الفخارية.